# Differenciálgép

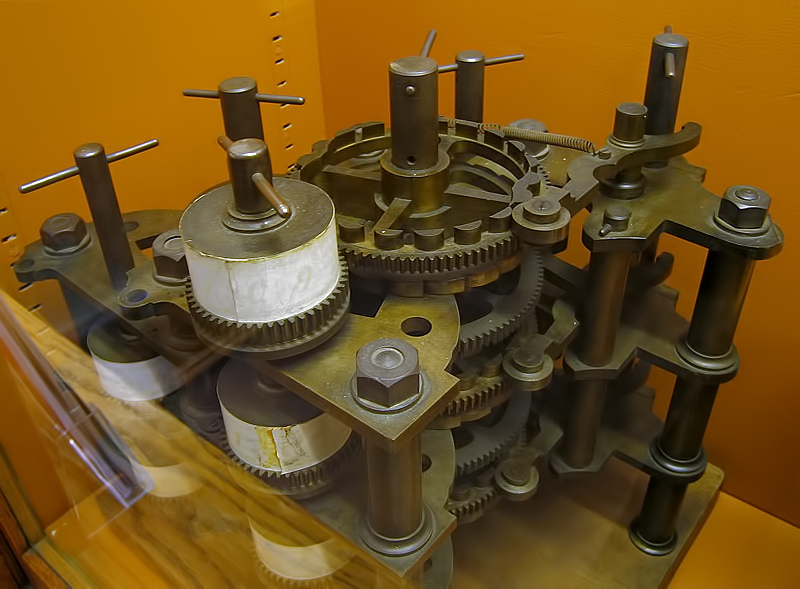
Charles Babbage differenciálgépének részlete, amit halála után a fia állított össze a Babbage laboratóriumában talált részekből

A differenciálgép (difference engine) olyan mechanikus számológép, amely képes polinomfüggvények táblázatait kiszámolni. Mivel számos bonyolultabb függvény, többek között a logaritmus és a trigonometrikus függvények is közelíthetőek hatványsorral, egy ilyen gép sokoldalú számításokra képes.

## Története

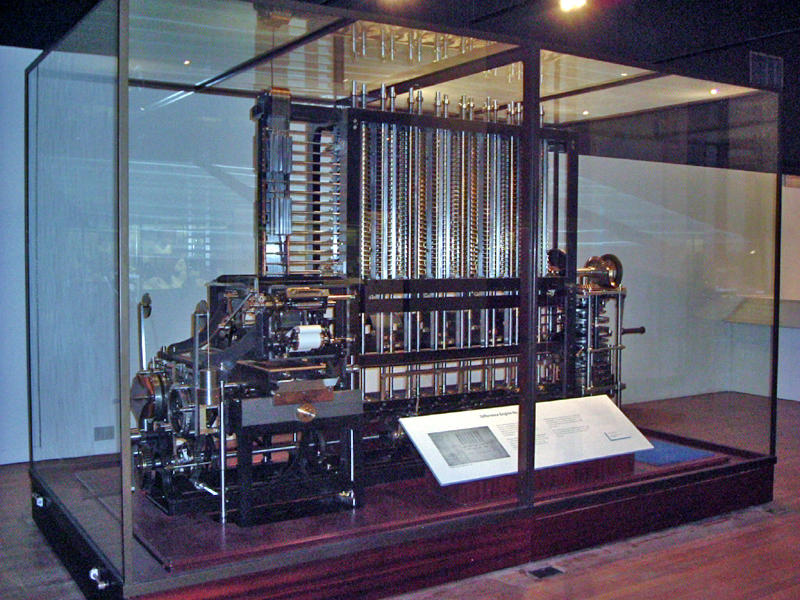
Babbage gépének a Science Museum által készített másolata.

Az első ilyen tervet Johann Müller készítette 1786-ban, de nem építette meg a gépet. Az ötlet feledésbe merült, és Charles Babbage fedezte fel újra 1822-ben, a Royal Astronomical Society-hez írt „Note on the application of machinery to the computation of very big mathematical tables.” („a nagyon nagy matematikai táblázatok gép általi kiszámításáról”) című cikkében. A gép tízes számrendszert használt, és egy kar tekerésével lehetett működtetni. Babbage az angol kormány anyagi támogatásával elkezdte építeni a gépet, de hamarosan áttért egy sokkal általánosabb analitikus gép tervezésére. Később, 1847–49 között elkészítette egy fejlettebbb differenciálgép, a „Difference Engine No. 2” terveit. Ezekre alapozva 1855 után Per Georg Scheutz, majd Martin Wiberg épített differenciálgépet.
1991-re, Babbage születésének kétszázadik évfordulójára a londoni Science Museum Babbage tervei alapján elkészítette a Difference Engine No. 2 korhű mását, korabeli gyártási technológia felhasználásával. 2000-ben rekonstruálták a Babbage által a géphez tervezett nyomtatót is. Néhány apróbb hibát ki kellett javítaniuk Babbage terveiben, de ezután a gépek tökéletesen működtek, és működnek ma is. Ezzel eldőlt a hosszú ideje tartó vita, hogy lehetséges lett volna-e Babbage tervei alapján működőképes gépet készíteni a korabeli technológiával elérhető pontosság mellett.

## Működése

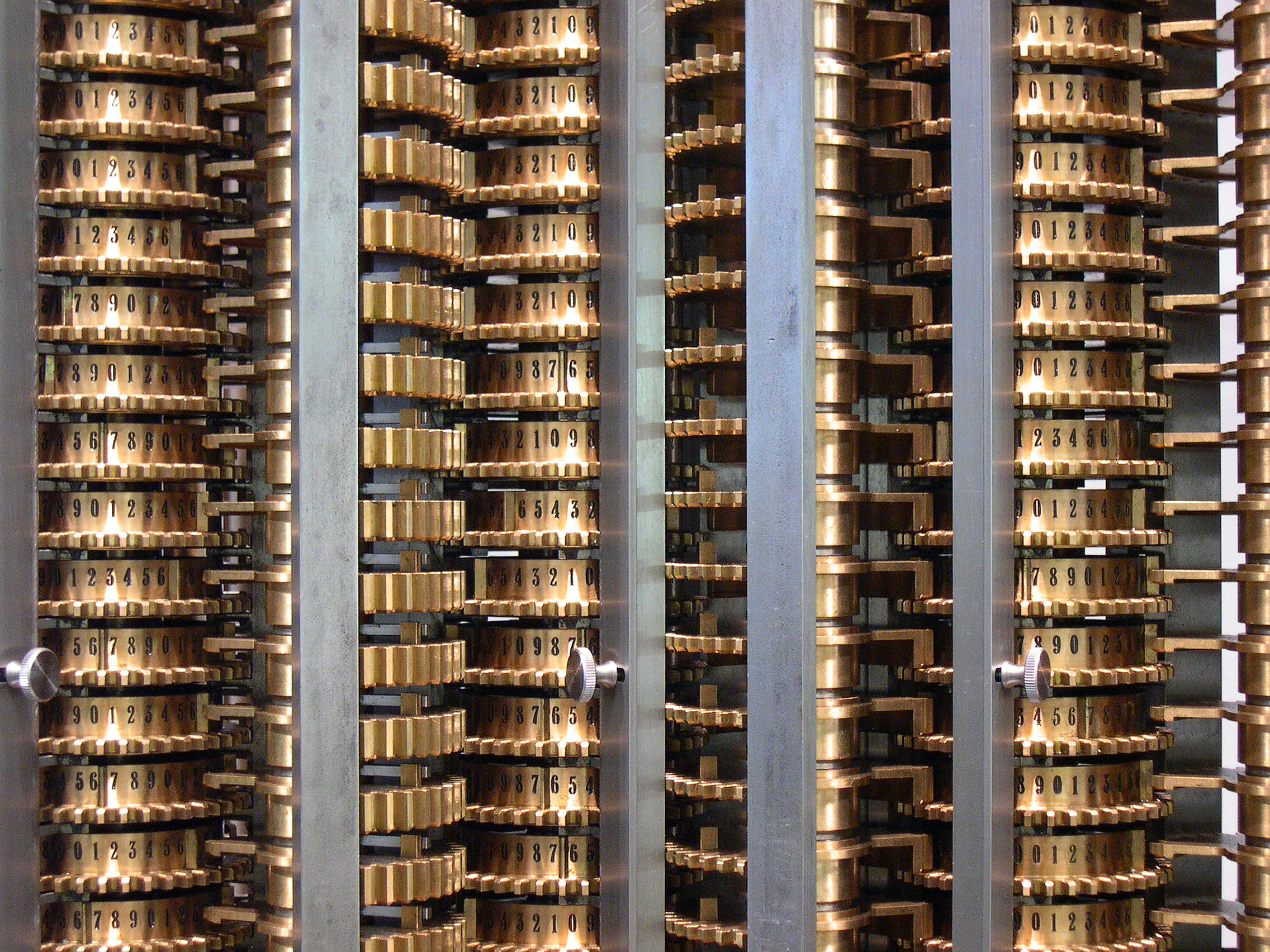
Közelkép a Science Museum-beli gép oszlopairól

A differenciálgép egy sor oszlopból áll, minden oszlop egy tízes számrendszerbeli számot tud tárolni. A gép egyetlen műveletre képes, egy oszlop értékének az előző oszlopéhoz való hozzáadására. Az utolsó oszlop csak egy konstanst tud tárolni, az első oszlop jelzi (vagy nyomtatja) ki az eredményt.
A gép programozása az egyes oszlopok kezdeti értékeinek beállításából áll. Az első oszlopba a polinom egy adott helyen felvett értéket kellett állítani, a továbbiakban a deriváltak értékeit. Ezután a gépet meghajtva az oszlopok forogni kezdenek, és az oszlopok értéke négy fázisban (egy a páratlan, egy a páros oszlopoknak, azon belül pedig egy az összeadásnak, egy az átvitelnek) hozzáadódnak az előttük lévőhöz.

## Matematikai háttér
Mivel a gép nem tud szorozni, nem képes kiszámolni egy polinom értékét. Ha azonban egy adott érték (a deriváltakkal együtt) már rendelkezésre áll, a Newton-módszer alkalmazásával közelítően ki tudja számolni a függvény értékét más helyeken: ha a táblázatot {\displaystyle h} beosztással kell elkészíteni, legyen 
{\displaystyle \Delta _{h}f(a)=f(a+h)-f(a)\,},
ekkor 
{\displaystyle f(a+h)=f(a)+\Delta _{h}f(a)\,}.
{\displaystyle \Delta _{h}f\,}-re is alkalmazhatjuk ugyanezt az eljárást: 
{\displaystyle \Delta _{h}^{2}f(a)=\Delta _{h}f(a+h)-\Delta _{h}f(a)=[f(a+2h)-f(a+h)]-[f(a+h)-f(a)]},
és 
{\displaystyle \Delta _{h}f(a+h)=\Delta _{h}f(a)+\Delta _{h}^{2}f(a)},
amiből 
{\displaystyle f(a+2h)=f(a)+\Delta _{h}f(a)+\Delta _{h}f(a+h)=f(a)+\Delta _{h}f(a)+(\Delta _{h}f(a)+\Delta _{h}^{2}f(a))}.
A különbségeket {\displaystyle f}-nek {\displaystyle n} különböző értéke alapján {\displaystyle n} szintig kiszámolva {\displaystyle \Delta _{h}^{n}}-t vehetjük a-tól független konstansnak, és így közelíthetjük {\displaystyle f(a+kh)} értékét tetszőleges {\displaystyle k}-ra; a differenciálgép éppen ezt teszi, az {\displaystyle i}-edik tengelyt {\displaystyle \Delta _{h}^{i}}-nek megfeleltetve. (Mai fogalmakkal azt mondhatjuk, hogy a gép Taylor-sorának első {\displaystyle n} tagjával közelíti a függvényt.)

## Példa
Vegyük a {\displaystyle p(x)=2x^{2}-3x+2} másodfokú polinomot. A {\displaystyle p(0)}, {\displaystyle p(1)}, {\displaystyle p(2)} értékeket kézzel kiszámítva, majd ezekből a differenciákat és azokból a további függvényértékeket kifejezve az alábbi eredményt kapjuk:
| {\displaystyle p(0)=2.0} *                 |                                                  |                                                   |
|                                            | {\displaystyle \Delta p(0)=1.72-2.0=-0.28} **    |                                                   |
| {\displaystyle p(0.1)=1.72} *              |                                                  | {\displaystyle \Delta ^{2}p(0)=0.24-0.28=0.04} ** |
|                                            | {\displaystyle \Delta p(0.1)=1.48-1.72=-0.24} ** |                                                   |
| {\displaystyle p(0.2)=1.48} *              |                                                  | {\displaystyle 0.04} ***                          |
|                                            | {\displaystyle -0.24+0.04=-0.20} ****            |                                                   |
| {\displaystyle p(0.3)=1.48-0.20=1.28} **** |                                                  | {\displaystyle 0.04} ***                          |
|                                            | {\displaystyle -0.20+0.04=-0.16} ****            |                                                   |
| {\displaystyle p(0.4)=1.28-0.16=1.12} **** |                                                  |                                                   |

* Kézzel kiszámított érték
** A két balra fent és a balra lent található elem különbsége
*** A fölötte levő elemmel azonos
**** A fölötte és a tőle jobbra fel található elem összege
Mivel a másodfokú függvény második deriváltja konstans, itt nem keletkezett közelítési hiba azzal, hogy {\displaystyle \Delta ^{2}p}-t állandónak vettük.

## Lásd még
- A gépezet (Bruce Sterling és William Gibson regénye Babbage gépéről)